# Pomnik Lotników Angielskich
Pomnik Lotników Angielskich – upamiętnienie  angielskich lotników, którzy zginęli w wyniku zestrzelenia samolotu 15 sierpnia 1944 roku, znajdujące się przy rondzie Zesłańców Syberyjskich w Warszawie.

## Opis
Pomnik znajduje się we wschodniej części Reduty Ordona w dzielnicy Ochota, w rejonie ul. Szujskiego i al. Bohaterów Września. Ma formę głazu, na którym znajduje się tablica z inskrypcją. Został odsłonięty w rocznicę wybuchu powstania warszawskiego w roku 1994.
Upamiętnia załogę samolotu Liberator EW264 ze 178 Dywizjonu Bombowego Brytyjskich Sił Powietrznych RAF, zestrzelonego przez niemiecką artylerię lub nocne myśliwce 15 sierpnia 1944 roku, podczas dokonywania zrzutu dla powstańczej Warszawy. W skład załogi wchodzili Murray A. Baxter, R.W. Robinson, J. Winter, G.W. Joslyn, J.W. Lee, W. Pratt oraz F.J. Barrett. Wszyscy zginęli na miejscu.